# ورتیسلاو لاک ونک
ورتیسلاو لاک ونک (انگلیسی: Vratislav Lokvenc؛ زادهٔ ۲۷ سپتامبر ۱۹۷۳) یک بازیکن فوتبال اهل جمهوری چک است.
وی همچنین در تیم ملی فوتبال جمهوری چک بازی کرده‌است.